# Großer Preis von Monaco 1930

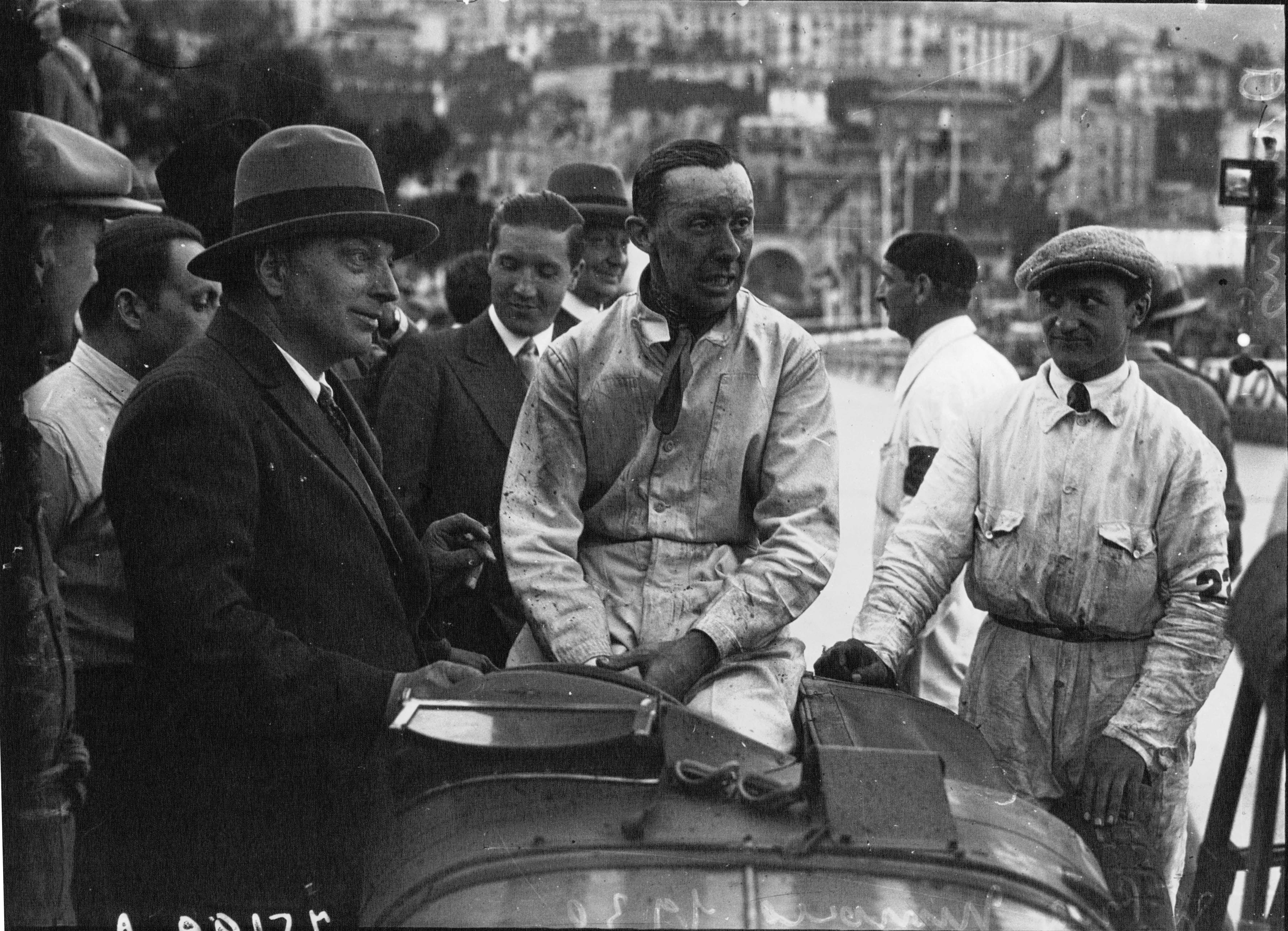
Rennsieger René Dreyfus

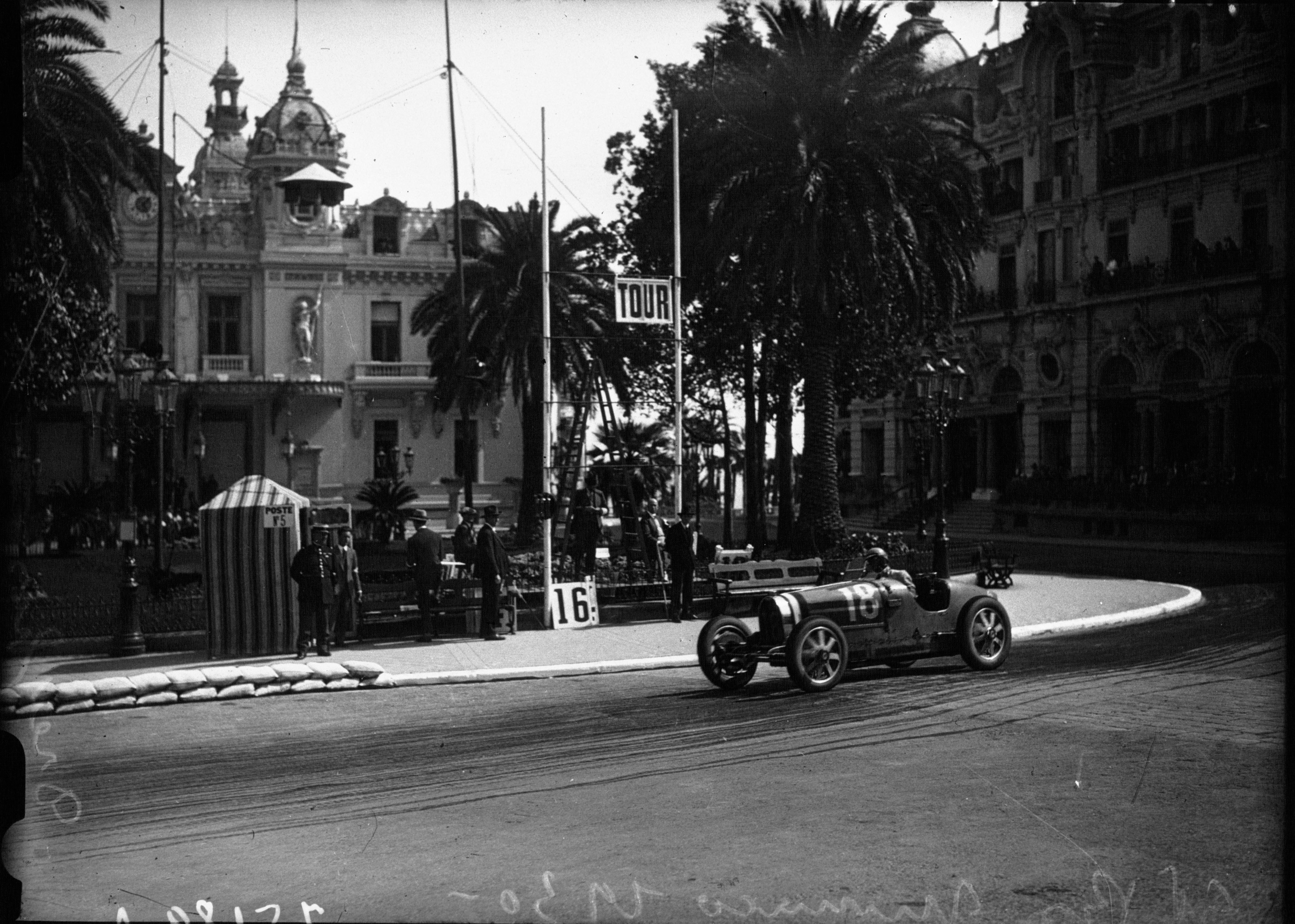
Louis Chiron im Bugatti vor dem Hôtel de Paris

Der II. Große Preis von Monaco (II Grand Prix de Monaco) fand am 6. April 1930 auf dem Stadtkurs von Monte Carlo in Monaco statt. Das Rennen wurde als Formula-Libre-Rennen ohne Vorgabe einer Rennformel über 100 Runden à 3,180 km ausgetragen, was einer Gesamtdistanz von 318,0 km entsprach. Es war damit in diesem Jahr noch kein Grande Épreuve und auch nicht als Lauf zur Automobilweltmeisterschaft vorgesehen.
Sieger wurde  René Dreyfus auf einem privat eingesetzten Bugatti Type 35B.

## Rennen
Schon mit seiner überaus erfolgreichen Premiere hatte sich der Grand Prix von Monaco unter den bedeutendsten Rennveranstaltungen etabliert. So konnte der Automobilclub von Monaco jetzt beinahe unter fast der gesamten europäischen Elite auswählen, um auch 1930 wieder ein dem besonderen Ambiente des Austragungsorts angemessenes, international breit gefächertes Feld zusammenzustellen, in dem Teilnehmer aus nicht weniger als neun Nationen vertreten waren. Besonders bezeichnend war dabei, dass darunter nun auch Bugatti und sogar Maserati mit ihren Werksteams vertreten waren und einzig Alfa Romeo noch Zurückhaltung zeigte.
Klarer Favorit war natürlich der Lokalmatador Louis Chiron, der zusammen mit Vorjahressieger William Grover-Williams (unter dem Pseudonym „W. Williams“) und Guy Bouriat für die offizielle Bugatti-Mannschaft an den Start ging. Das Team setzte dabei wie üblich auf seine bewährten Rennwagen Bugatti Type 35C mit 2-Liter-Reihenachtzylinder, die dank ihres ausgewogenen Handlings für die verwinkelte Streckenführung hervorragend geeignet waren. Luigi Arcangeli und Baconin Borzacchini mussten dagegen noch mit ihren älteren und etwas schwerfälligen 2-Liter-Maserati-26B vorlieb nehmen, weil das neue Grand-Prix-Modell Maserati 26M noch nicht einsatzbereit war. Gar nicht mit dabei war in diesem Jahr aufgrund von Missverständnissen und Meinungsverschiedenheiten mit dem Veranstalter Rudolf Caracciola, der im Vorjahr so viel Farbe ins Rennen gebracht hatte. Eher ein Versehen war dagegen wohl die Einladung an den Briten Bobby Bowes, der schon im Training mit seinem Frazer Nash unter der versammelten Grand-Prix-Elite völlig deplatziert wirkte und daraufhin keine Startgenehmigung für das Rennen bekam.
Neben dem ehemaligen Grand-Prix-Talbot der Scuderia Materassi von Clemente Biondetti, dem bulligen, aber schwergewichtigen Mercedes-Benz SSK von Max von Arco-Zinneberg und dem etwas unhandlichen Austro-Daimler ADM-R von Hans Stuck wurde das insgesamt 17 Teilnehmer starke Feld durch acht privat gemeldete Bugattis mit verschiedenen Motorisierungen vervollständigt. Etwas ganz Besonderes hatte sich dabei der Franzose René Dreyfus einfallen lassen, der in seinen vom erfahrenen Bugatti-Haudegen Ernest Friederich betreuten 2,3-Liter-Bugatti Type 35B auf dem Beifahrersitz einen 30 Liter fassenden Zusatztank eingebaut bekommen hatte, so dass er damit im Gegensatz zu seinen Markenkollegen ohne Tankstopp über die Renndistanz kommen konnte.
Die drei Bugatti-Werksfahrer hatten Plätze in den ersten beiden Startreihen zugelost bekommen und konnten so von Beginn an das Rennen kontrollieren, während sich Dreyfus erst durchs Feld nach vorne kämpfen musste. Dennoch war er der einzige, der Chirons Tempo an der Spitze folgen konnte, so dass er nach dem frühzeitigen Ausfall von „W. Williams“ schließlich nach dem ersten Drittel des Rennens an Bouriat vorbei auf den zweiten Rang vorrücken konnte. Zu diesem Zeitpunkt hatte er schon fast eine Runde Rückstand auf den Führenden, der das Rennen nun locker zu kontrollieren schien und seinen Verfolger bis auf etwa 1,5 Minuten herankommen ließ. In der 83. Runde kam Chiron schließlich zum fälligen Tankstopp, bei dem er nach 50 Sekunden Aufenthalt unmittelbar vor seinem Kontrahenten wieder auf die Strecke zurückkam. Beide hatten nun ungefähr die gleiche Menge Benzin an Bord und so konnte sich Dreyfus dank der etwas stärkeren Leistung seines 2,3-Liter-Motors – und wegen eines klemmenden Gaspedals bei Chiron – schließlich in der 85. Runde vorbeikämpfen und seinem Gegner kurz darauf auch noch die Sonderprämie für die schnellste Runde entreißen. Für den wütenden Ettore Bugatti war die Niederlage gegen einen seiner Kunden doppelt schmerzlich, weil ihm neben der entgangenen Siegprämie auch Werbeeinnahmen verloren gingen, hatte Dreyfus doch Verträge mit anderen Zulieferern als das Stammwerk abgeschlossen.

## Ergebnisse

### Meldeliste
| Team                       | Nr. | Fahrer                   | Info  | Chassis              | Motor                                | Reifen |
| -------------------------- | --- | ------------------------ | ----- | -------------------- | ------------------------------------ | ------ |
| Max von Arco-Zinneberg     | 02  | Max von Arco-Zinneberg   |       | Mercedes-Benz SSK    | Mercedes-Benz M06 7.1L I6 Kompressor | C      |
| Rudolf Caracciola          | 04  | Rudolf Caracciola        | EXC a | Mercedes-Benz SSK    | Mercedes-Benz M06 7.1L I6 Kompressor | C      |
| Bugatti Team Deutschland   | 06  | Ernst Günther Burggaller |       | Bugatti T37A         | Bugatti 1.5L I4 Kompressor           |        |
| Hans Stuck                 | 08  | Hans Stuck               |       | Austro-Daimler ADM-R | Austro-Daimler 3.6L I6               | S      |
| Emil Frankl                | 10  | Emil Frankl              | DNA   | Steyr VI Sport       | Steyr 4.6L I6                        | S      |
| Georges Bouriano           | 12  | Georges Bouriano         |       | Bugatti T35B         | Bugatti 2.3L I8 Kompressor           |        |
| Juan Zanelli               | 14  | Juan Zanelli             |       | Bugatti T35B         | Bugatti 2.3L I8 Kompressor           |        |
| Automobiles Ettore Bugatti | 16  | Guy Bouriat              |       | Bugatti T35C         | Bugatti 2.0L I8 Kompressor           | M      |
| Automobiles Ettore Bugatti | 18  | Louis Chiron             |       | Bugatti T35C         | Bugatti 2.0L I8 Kompressor           | M      |
| Automobiles Ettore Bugatti | 28  | William Grover-Williams  |       | Bugatti T35C         | Bugatti 2.0L I8 Kompressor           | M      |
| Michel Doré                | 20  | Michel Doré              |       | Bugatti T37A         | Bugatti 1.5L I4 Kompressor           |        |
| Ecurie Friederich          | 22  | René Dreyfus             |       | Bugatti T35B         | Bugatti 2.3L I8 Kompressor           |        |
| Philippe Étancelin         | 24  | Philippe Étancelin       |       | Bugatti T35C         | Bugatti 2.0L I8 Kompressor           |        |
| Marcel Lehoux              | 26  | Marcel Lehoux            |       | Bugatti T35B         | Bugatti 2.3L I8 Kompressor           |        |
| Bobby Bowes                | 30  | Bobby Bowes              | EXC b | Frazer Nash          | Anzani 1.5L I4                       |        |
| Malcolm Campbell           | 30  | Malcolm Campbell         | DNA   | Delage Type 15 S 8   | Delage 1.5L I8 Kompressor            |        |
| Officine Alfieri Maserati  | 32  | Luigi Arcangeli          |       | Maserati 26B         | Maserati 2.0L I8 Kompressor          | P      |
| Officine Alfieri Maserati  | 34  | Baconin Borzacchini      |       | Maserati 26B         | Maserati 2.0L I8 Kompressor          | P      |
| Scuderia Materassi         | 36  | Clemente Biondetti       |       | Talbot-Darracq 700   | Talbot 1.5L I8 Kompressor            |        |
| Scuderia Materassi         | 38  | Edmond Bourlier          | DNA c | Talbot-Darracq 700   | Talbot 1.5L I8 Kompressor            |        |
| Scuderia Ferrari           | 40  | Enzo Ferrari             | DNA d | Alfa Romeo P2        | Alfa Romeo 2.0L I8 Kompressor        | E      |
| Scuderia Ferrari           |     | Giuseppe Campari         | DNA d | Alfa Romeo P2        | Alfa Romeo 2.0L I8 Kompressor        | E      |
| Goffredo Zehender          | 42  | Goffredo Zehender        |       | Bugatti T35B         | Bugatti 2.3L I8 Kompressor           |        |
| Tomás Veličkovič           | 44  | Tomás Veličkovič         | DNA   | Bugatti T37A         | Bugatti 1.5L I4 Kompressor           |        |
| Hans Stuber                | 46  | Hans Stuber              |       | Bugatti T35C         | Bugatti 2.0L I8 Kompressor           |        |

### Startaufstellung
Sie Startpositionen wurden ausgelost.
| Williams  | Borzacchini | Stuber             |
|           |             |                    |
| Bouriat   | Chiron      | Zanelli            |
|           |             |                    |
| Lehoux    | Zehender    | Doré               |
|           |             |                    |
| Dreyfus   | Arcangeli   | Étancelin          |
|           |             |                    |
| Biondetti | Stuck       | von Arco-Zinneberg |
|           |             |                    |
| Bouriano  | Burggaller  |                    |

### Rennergebnis
| Pos. | Fahrer                   | Konstrukteur   | Runden | Stopps | Zeit        | Start | Schnellste Runde | Ausfallgrund                      |
| ---- | ------------------------ | -------------- | ------ | ------ | ----------- | ----- | ---------------- | --------------------------------- |
| 01   | René Dreyfus             | Bugatti        | 100    | 1      | 3:41:02,600 | 10    | 2:07,000         |                                   |
| 02   | Louis Chiron             | Bugatti        | 100    | 1      | + 23,800    | 5     |                  |                                   |
| 03   | Guy Bouriat              | Bugatti        | 100    | 1      | + 8:17,800  | 4     |                  |                                   |
| 04   | Goffredo Zehender        | Bugatti        | 100    | 1      | + 10:37,000 | 8     |                  |                                   |
| 05   | Michel Doré              | Bugatti        | 100    | 1      | + 31:04,000 | 9     |                  |                                   |
| 0(6) | Hans Stuber              | Bugatti        | 94     |        | + 6 Runden  | 3     |                  | abgewunken                        |
| —    | Juan Zanelli             | Bugatti        | 92     |        | DNF         | 6     |                  | Mechanik                          |
| —    | Ernst Günther Burggaller | Bugatti        | 62     |        | DNF         | 17    |                  | Motorschaden                      |
| —    | Philippe Étancelin       | Bugatti        | 50     |        | DNF         | 12    |                  | defekte Benzinpumpe               |
| —    | Marcel Lehoux            | Bugatti        | 47     |        | DNF         | 7     |                  | Achsbruch                         |
| —    | Hans Stuck               | Austro-Daimler | 31     |        | DNF         | 14    |                  | Kupplungsschaden nach Bremsdefekt |
| —    | William Grover-Williams  | Bugatti        | 29     |        | DNF         | 1     |                  | Mechanik                          |
| —    | Luigi Arcangeli          | Maserati       | 29     |        | DNF         | 11    |                  | Differentialschaden               |
| —    | Clemente Biondetti       | Talbot         | 14     |        | DNF         | 13    |                  | Mechanik                          |
| —    | Georges Bouriano         | Bugatti        | 14     |        | DNF         | 16    |                  | Lenkungsbruch                     |
| —    | Baconin Borzacchini      | Maserati       | 15     |        | DNF         | 2     |                  | Unfall nach Bremsdefekt           |
| —    | Max von Arco-Zinneberg   | Mercedes       | 1      |        | DNF         | 15    |                  | Unfall                            |